# Алешандрия (Риу-Гранди-ду-Норти)
Алешандрия (порт. Alexandria) — муниципалитет в Бразилии, входит в штат Риу-Гранди-ду-Норти. Составная часть мезорегиона Запад штата Риу-Гранди-ду-Норти. Входит в экономико-статистический микрорегион Пау-дус-Феррус. Население составляет 13 175 человек на 2006 год. Занимает площадь 381,202 км². Плотность населения — 34,6 чел./км².

## История
Город основан 7 ноября 1930 года.

## Статистика
- Валовой внутренний продукт на 2003 год составляет 25 177 311,00 реалов (данные: Бразильский институт географии и статистики).
- Валовой внутренний продукт на душу населения на 2003 год составляет 1872,06 реалов (данные: Бразильский институт географии и статистики).
- Индекс развития человеческого потенциала на 2000 год составляет 0,637 (данные: Программа развития ООН).